# 399 (tal)
399 är det naturliga talet som följer 398 och som följs av 400.

## Inom vetenskapen
- 399 Persephone, en asteroid.

## Inom matematiken
- 399 är ett udda tal
- 399 är ett sammansatt tal
- 399 är ett defekt tal
- 399 är ett sfeniskt tal
- 399 är ett Lucas–Carmichaeltal